# 浅見筧洞
浅見 筧洞（あさみ けんどう、1915年（大正4年）12月13日 - 2006年（平成18年）1月27日）は、東京都出身の書家。名は精一。謙慎書道会顧問。元大東文化大学教授。

## 略歴
1915年（大正4年）東京府に生まれる。二松學舍専門学校を卒業し、西川寧らに書を学ぶ。1962年（昭和37年）毎日書道展で大賞を受賞する。日展で1963年（昭和38年）特選、1983年（昭和58年）内閣総理大臣賞。1986年（昭和61年）「曾子語(そうしのご)」で日本芸術院賞を受賞する。甲骨文や金文を研究し、大東文化大学教授、日展理事、謙慎書道会理事長などを務めた。2006年（平成18年）1月27日、90歳で死去する。

## 著書
- 『隷書研究』